# Symmoca degregorioi
Symmoca degregorioi is een vlinder uit de familie dominomotten (Autostichidae). De wetenschappelijke naam is voor het eerst geldig gepubliceerd in 2007 door Requena.
Deze vlinder komt voor in Europa.